# Lobocleta trichroa
Lobocleta trichroa là một loài bướm đêm trong họ Geometridae.